# Вибори президента США
Вибори президента і віцепрезидента Сполучених Штатів Америки здійснюються за системою непрямих виборів, у яких громадяни Сполучених Штатів, які зареєструвалися для участі у виборах в одному з п'ятдесяти американських штатів або Вашингтоні, округ Колумбія, голосують не безпосередньо за кандидатів у президенти, а кандитатів у члени колегії виборщиків. У ході другого етапу виборів вже колегія виборщиків шляхом прямого голосування обирає президента та віцепрезидента. Кандидат, який отримає абсолютну більшість голосів виборців (щонайменше 270 із загальної кількості 538, з часу прийняття Двадцять третьої поправки до Конституції, яка надає права голосу мешканцям федерального округу Колумбія). Якщо жоден кандидат не отримує абсолютної більшості голосів, президента обирає Палата представників. Якщо і цього разу ніхто з кандидатів не отримав абсолютної більшості голосів, то президента обирає Сенат.
Основні засади та порядок виборів до Колегії виборщиків встановленні у другій статті Конституції США та Дванадцятій поправці. Відповідно до пункту 2, кожен зі штатів надає стільки голосів виборщиків, скільки має загальну кількість своїх сенаторів і представників у Конгресі, тоді як (згідно з Двадцять третьою поправкою, ратифікованою в 1961 р.) Вашингтон, округ Колумбія, подає стільки ж голосів виборщиків, скільки й найменш представлений штат, що становить три представники. Також відповідно до пункту 2 спосіб вибору виборщиків визначається кожним законодавчим органом штату, а не безпосередньо федеральним урядом. Багато законодавчих органів штатів раніше безпосередньо обирали своїх виборщиків, але з часом усі вони перейшли на застосування всенародного голосування для визначення виборщиків, яке діє і сьогодні. Після обрання виборщики, як правило, віддають свої голоси за кандидата, який виграв вибори у їх штаті, але 18 штатів не мають положень, які б конкретно стосувалися такого порядку голосування від своїх виборщиків. Хто проголосує «проти штату» відомі як «невірні». Нині «невірні» та виборщики не впливають на остаточний результат виборів, тому результати, як правило, можна визначити, грунтуючись на всенародному голосуванні.
Президентські вибори відбуваються що чотири роки у день, коли зареєстровані виборщики здійснюють безпосередній вибір президента, який з 1845 року — перший вівторок після 1 листопада. Ця дата збігається із загальними виборами інших федеральних, штатних та місцевих органів влади. Оскільки органи місцевого самоврядування відповідають за вибори, ці перегони, як правило, проводяться в одне голосування. Потім виборщики Колегії виборщиків формально подають голоси виборців у перший понеділок після 12 грудня у відповідних столицях штату. Потім Конгрес підтверджує результати на початку січня, а президентський термін розпочинається в День інавгурації, який з моменту прийняття Двадцятої поправки встановлено 20 січня наступного року після виборів.
Процес висування, який складався з первинних виборів та депутатських зборів і конвенцій про номінацію, не був визначений в Конституції, але з часом розроблявся штатами та політичними партіями. Ці першочергові вибори, як правило, проводяться в період з січня по червень до загальних виборів у листопаді, тоді як конвенції про висування проводяться влітку. Хоча і не кодифіковані законом, політичні партії також дотримуються процесу непрямих виборів, де виборці в п'ятдесяти штатах, Вашингтоні, округ Колумбія та США, подають бюлетені для шиферів делегатів конвенції про висування політичної партії, які в свою чергу обирають свого кандидата від партії. Кожна партія може вибирати віцепрезидента, який або визначається вибором кандидата, або другим туром голосування. Через зміни до законів про фінансування національних виборчих кампаній з 1970-х років щодо розкриття внесків на федеральні кампанії кандидати в президенти від головних політичних партій зазвичай заявляють про свої наміри балотуватися вже навесні попереднього календарного року до виборів (майже 21 місяць до Дня інавгурації)

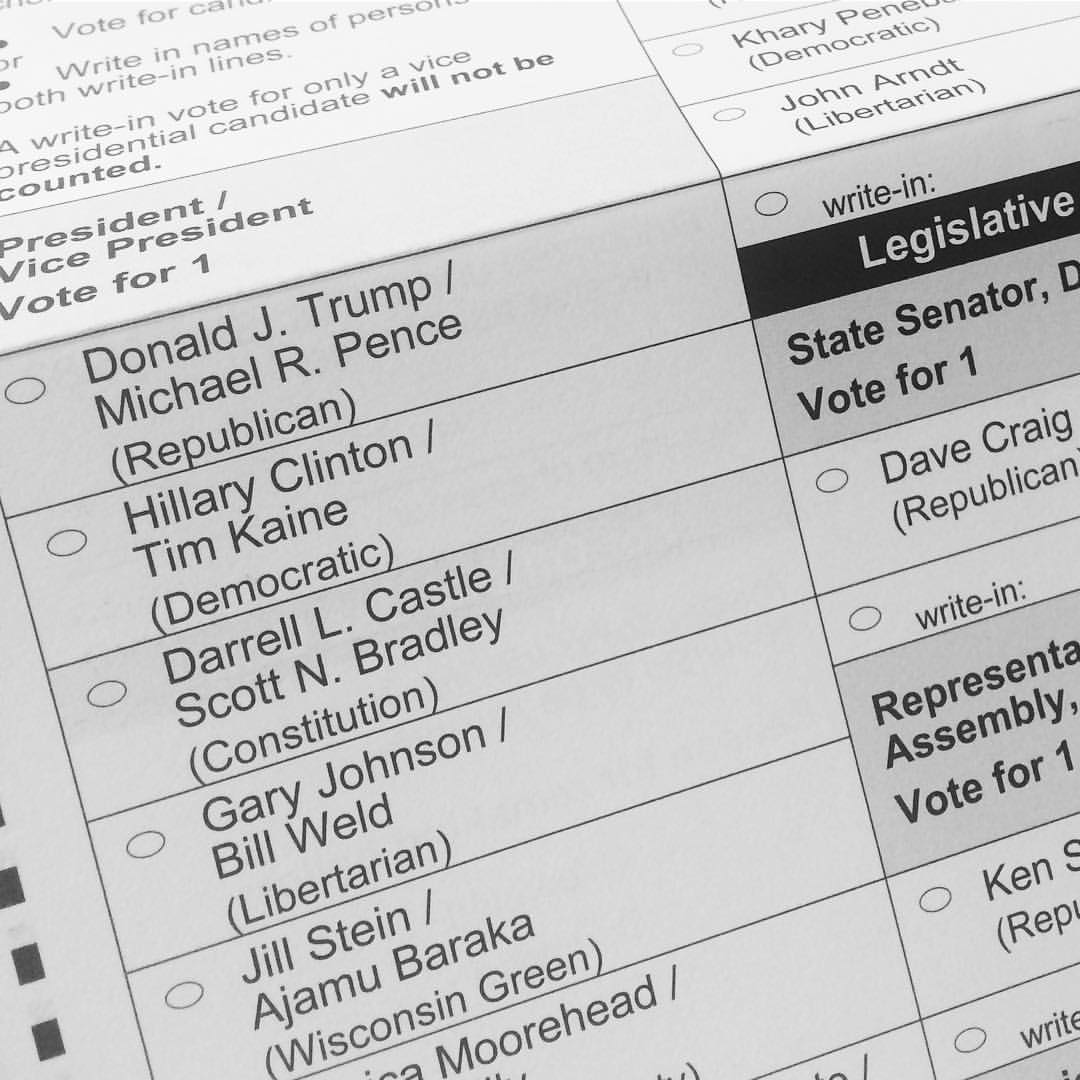
Загальний виборчий бюлетень 2016 року, в якому зазначаються кандидати в президенти та віцепрезиденти.

## Вимоги до кандидатів
Стаття друга Конституції передбачає основні критерії для особи, яка виконує обов'язки Президента: місце народження — США, вік від 35 років та безперервне проживання у Сполучених Штатах не менше 14 років. Кандидат може розпочати свою кампанію до того, як виповниться 35 років або до початку досягнення 14 років постійного проживання, але повинен відповідати вимогам віку та місця проживання до Дня інавгурації. Двадцять друга поправка до Конституції також встановлює обмеження терміну: президент не може бути обраний більш ніж на два терміни.
Конституція США також має два положення, які застосовуються до всіх федеральних відомств загалом, а не лише до президентства. У пункті 7 статті 3 розділу I зазначається, що якщо Конгрес оголосить будь-якому чиновнику імпічмент, він може також заборонити цій особі обіймати будь-яку державну посаду в майбутньому. І розділ Чотирнадцятої поправки забороняє обрання до будь-якого федерального відомства будь-якої особи, яка займала будь-яку федеральну чи державну посаду, а потім брала участь у повстанні, заколоті чи була звинувачена у державній зраді. Відповідне обмеження можна скасувати, якщо така особа отримає згоду двох третин обох палат Конгресу.
Крім того, Дванадцята поправка встановлює, що Віцепрезидент повинен відповідати всім вимогам для посади Президента.
Хоча це не є обов'язковою вимогою, закони про фінансування передвибочної агітації, включаючи Закон про Федеральну виборчу кампанію, твердять, що кандидат, який має намір отримувати внески, що сукупно перевищують 5000 доларів США, або здійснює сукупні витрати, що перевищують 5000 доларів, повинен спочатку подати заяву про кандидатуру Федеральній виборчій комісії. Це призвело до того, що кандидати в президенти, особливо члени двох головних політичних партій, офіційно оголосили про свої наміри балотуватися вже навесні попереднього календарного року, щоб вони могли почати збирати або витрачати кошти, необхідні для загальнонаціональної кампанії. Потенційні кандидати зазвичай формують передвиборчі штаби ще раніше, щоб визначити доцільність їх фактичного запуску.

## Децентралізована система виборів та вибір виборців
Процес виборів президента США, як і всі інші виборчі кампанії в США, діють за суворо децентралізованою системою. Хоча Конституція США встановлює параметри виборів президента та інших федеральних чиновників, законодавство штату, а не федеральне, регулює більшість аспектів виборів у США, включаючи праймеріз, право виборців (за винятком основного конституційного визначення) та конкретні деталі проведення засідань виборчих колегій кожного штату. Усі вибори, включаючи федеральні, проводяться окремими штатами.
Таким чином, президентські вибори є сполученням процесу та результатів окремих регіональних виборів у штатах замість єдиних національних виборів, якими керує федеральний уряд. Кандидати повинні подати окремі подання заявок у кожному з 50 штатів, якщо вони хочуть отримати право на отримання голосів у кожному штаті, а вимоги до подання заявок залежать від штату.
Відбір громадян для голосування визначений у Конституції та регламентується на державному рівні. У 15-й, 19-й та 26-й поправках до Конституції зазначено, що виборче право не може бути цензово обмежене відповідно до раси чи кольору, статі чи віку для громадян вісімнадцяти років і старших. Крім цих базових умов, державні законодавчі органи мають обов'язок регулювати відбір та реєстрацію виборців. А конкретні вимоги щодо виборчості та реєстрації виборців також залежать від штату, наприклад, деякі штати забороняють голосувати засудженим злочинцям.

## Номінація кандидатів

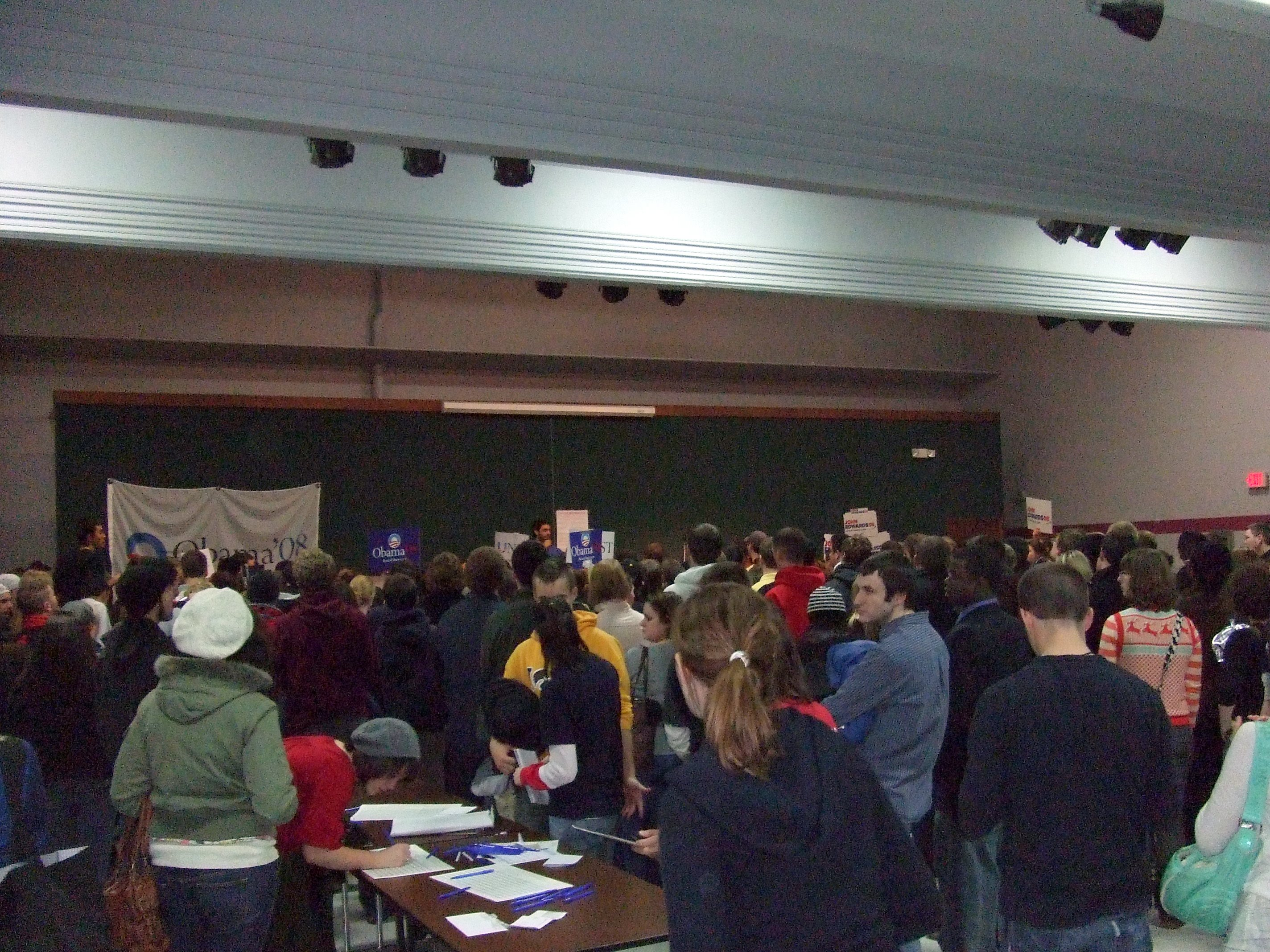
Зустріч у рамках праймеріз Демократичної партії 2008 року в Айові

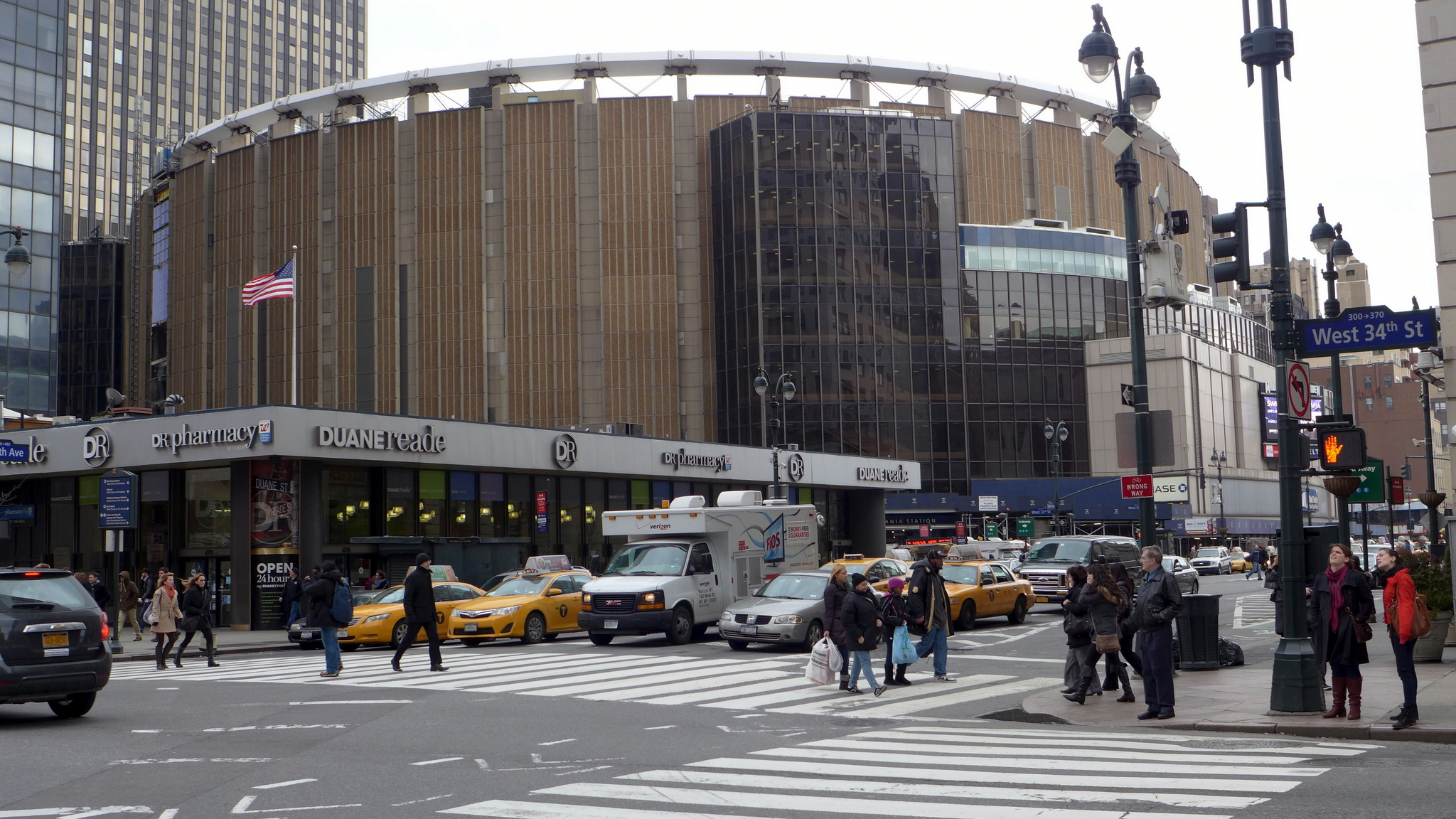
Медісон-сквер-гарден в Нью-Йорку, місце проведення конвенцій Демократичної партії 1976, 1980 та 1992 років та Республіканської партії 2004 року

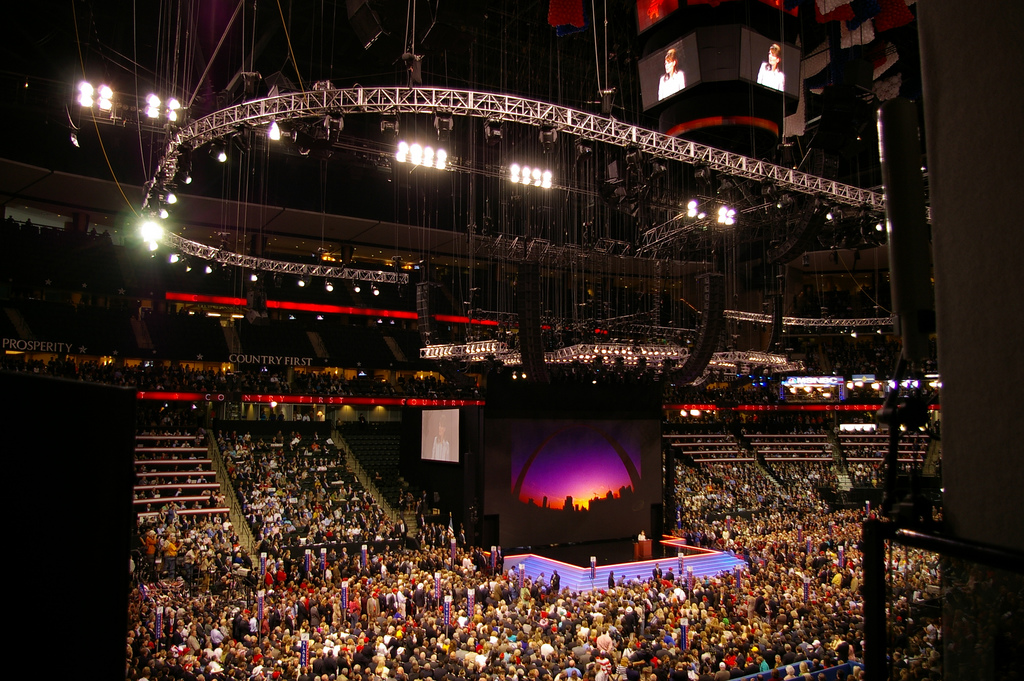
Ркспубліканська конвенція 2008 року в Ексел-Енерджі-центр в Сент-Полі, Міннесота

Сучасний процес висунення кандидатів у рамках президентських виборів у США складається з двох головних частин: серії передвиборів президента та депутатських зборів, що проводяться в кожному штаті, та конвенцій про висунення кандидата в Президенти, проведених кожною політичною партією. Цей процес ніколи не включався в Конституцію, і, таким чином, розвивався з часом політичної системи партій, щоб очистити поле кандидатів.
Передвибори перебувають у полі повноважень державних і місцевих органів влади, в той час як фракційні наради організовані безпосередньо політичними партіями. У деяких штатах проводяться лише передвибори, в окремих — лише проголошення, а інші використовують комбінацію обох. Ці праймериз і депутатські збори відбуваються в основному між січнем та червнем перед федеральними виборами, в штатах Айова та Нью-Гемпшир традиційно проводяться партійні праймеріз та передевибори відповідно.
Як і загальні вибори, президентські депутатські збори чи праймеріз — це непрямі вибори. Основні політичні партії офіційно голосують за свого кандидата в президенти на відповідних конвенціях про номінацію, які зазвичай проводяться влітку до федеральних виборів. Залежно від закону кожного штату та правил політичної партії штату, коли виборці подають бюлетені за кандидата в місцевому або первинному парламенті, вони можуть голосувати за делегатів, «зобов'язаних» голосувати за кандидата на конвенціях, призначених президентом, або вони можуть просто висловлювати думку, що штат-учасник не зобов'язаний дотримуватися у виборі делегатів відповідної національної конвенції.
На відміну від загальних виборів, виборці на територіях США також можуть обирати делегатів національних конвенцій. Крім того, кожна політична партія може визначити, скільки делегатів виділити для кожного штату та території. Наприклад, у 2012 році в Демократичних і Республіканських партійних конвенціях кожна з них використовувала дві різні формули для розподілу делегатів. Демократи базувались на двох основних чинниках: частка голосів, яку кожен штат віддавав кандидату за демократію на попередніх трьох президентських виборах, та кількість голосів виборців, які кожен штат мав у колегії виборщиків. На противагу цьому республіканці призначали кожному штату 10 делегатів плюс три делегати на округ конгресу. Тоді обидві сторони надавали фіксовану кількість делегатів на кожну територію і, нарешті, делегували представників штатам та територіям, які відповідають певним критеріям.
Поряд з делегатами, обраними під час праймеріз та депутатських зборів, до делегацій штатів та територій США як до Демократичних, так і до Республіканських конвенцій партій також входять «незаповнені» делегати, які мають право голосу. Для республіканців вони складаються з трьох високопосадовців з кожного штату та території. Демократи мають більш експансивну групу делегатів під назвою «суперделегати», які є партійними лідерами та виборними чиновниками.
Кандидат у президенти кожної партії також вибирає кандидата на посаду віцепрезидента, що балотуватиметься з ним чи нею за тим самим принципом, і цей вибір конвенцією закріплений печаткою.
Якщо жоден кандидат не забезпечив більшість делегатів (включаючи як зобов'язаних, так і незареєстрованих), то є результатом «конвенції про посередництво». Після цього всіх звільнених делегатів «звільняють» і можуть переключити свою вірність на іншого кандидата. Після цього рішення про висунення вирішується шляхом чергування політичного обговорення та додаткових раундів повторного голосування.
З'їзди історично проводилися всередині конвенційних центрів, але з кінця ХХ століття і демократична, і республіканська партії віддавали перевагу спортивним аренам і куполовим стадіонам, щоб забезпечити більшу відвідуваність.

## Народне голосування в день виборів

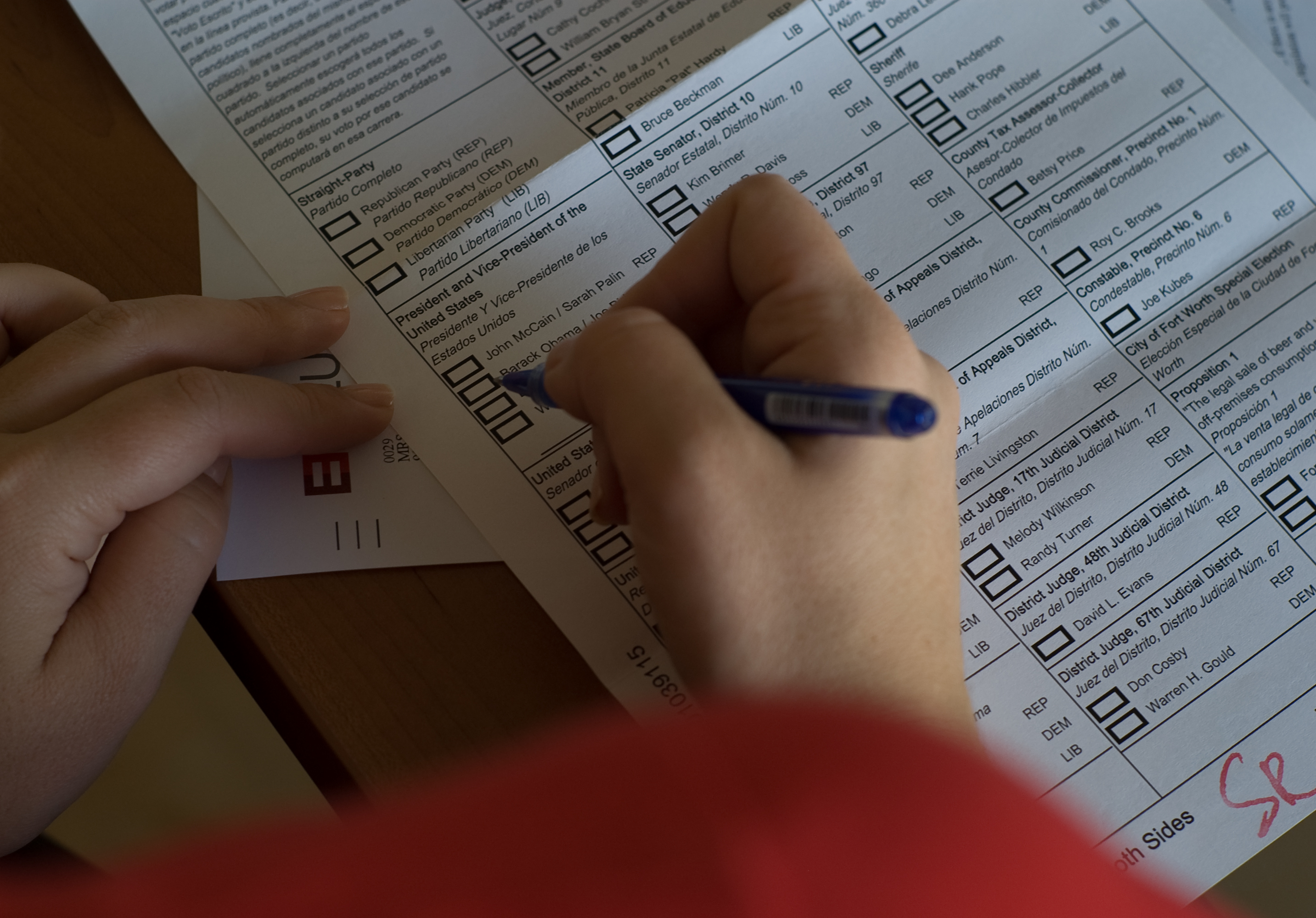
Виборець у Техасі робить свій вибір на всенародному голосуванні за виборщиків до Колегії виборщиків. 2008 рік

Відповідно до Конституції Сполучених Штатів, спосіб вибору виборщиків для Колегії виборщиків визначається законодавчим органом кожного штату. Хоча кожен штат призначає виборщиків шляхом всенародного голосування, інші методи дозволяються. Наприклад, замість того, щоб проводити всенародне голосування, ряд штатів використовували для вибору виборщиків президента шляхом прямого голосування самого законодавчого органу штату.
Однак федеральний закон вказує, що всі виборщики повинні бути обрані в один і той же день, який є «першим вівторком після першого понеділка листопада», тобто у вівторок не раніше 2 листопада і не пізніше 8 листопада. Сьогодні штати та округ Колумбія проводять власні народні вибори у день виборів, щоб визначити свій список виборщиків.
Як правило, виборці повинні голосувати за виборчим бюлетенем, де вони обирають обраного кандидата. Президентський бюлетень — це голосування «за виборщиків кандидата», що означає, що виборець не голосує за кандидата, а схвалює список виборщиків, зобов'язаних голосувати за конкретного кандидата в президенти та віцепрезидента.
Багато бюлетенів для голосування дозволяють виборцю «брати голоси» для всіх кандидатів у певній політичній партії або обирати окремих кандидатів за системою голосування за лінією. Які кандидати відображаються в бюлетені для голосування, визначається через процес, відомий як доступ до голосування. Зазвичай вплив політичної партії кандидата та результати основних конвенцій про номінацію визначають того, хто попередньо внесений до виборчого бюлетеня. Таким чином, у виборчих квитках на президентські вибори будуть внесені не всі кандидати, які балотуються в президенти, а лише ті, хто забезпечив основну партійну кандидатуру або чий розмір гарантій політичної партії офіційно перерахований. Законодавство діє, щоб інші кандидати були попередньо вказані у квитку, якщо достатньо виборців схвалили цього кандидата, як правило, за допомогою підпису.
Останній спосіб бути обраним президентом — це написання свого імені під час обрання кандидатом на реєстрацію. Це використовується для кандидатів, які не виконали законних вимог, які мають бути заздалегідь внесені до списку голосування. Він також використовується виборцями, щоб висловити неприязнь до перелічених кандидатів, написавши альтернативного кандидата на пост президента, такого як Міккі Маус або комік Стівен Кольбер (заяву про яку було знято Демократичною партією Південної Кароліни). Жодного разу вписаний кандидат не вигравав виборів на посаду президента США.
Оскільки території США не представлені в Колегії виборців, громадяни США в цих районів не голосують на загальних виборах за президента.

## Колегія виборщиків

Карта з результатами президентських виборів у 2016 році. Республіканець Дональд Трамп переміг у всенародному голосуванні в 30 штатах (червоний) та у 2-му окрузі штату Мен, набравши 306 голосів виборців. Демократка Гілларі Клінтон виграла всенародне голосування у 20 штатах (синій) плюс округ Колумбія та отримала 232 голоси виборців.

Більшість державних законів встановлюють систему непрямого голосування, кінцевий вибір за якою належить Колегії виборщиків. Мен та Небраска не використовують прийнятий більшістю штатів метод, натомість дають два виборчі голоси переможцю в цілому та по одному голосу переможцеві кожного округу Конгресу.
Після цього переможець кожного виборчого округу кожного штату збирається в столиці відповідного штату в перший понеділок після другої середи грудня, щоб подати свої голоси на виборах окремими бюлетенями за президента та віцепрезидента. Хоча члени виборщиків можуть голосувати за тих, хто відповідно до Конституції США, у 32 штатах та окрузі Колумбія виступають як «ненадійні» виборщики, ті виборці, які не ставлять під свої голоси виборщиків для того, за кого вони взяли на себе зобов'язання голосування. Дві справи, які ставлять під сумнів конституційність цих законів, зараз перебувають у Верховному Суді.
На початку січня загальний підрахунок голосів виборчих колегій відкриває засідаючий віцепрезидент, виконуючи функції Президента Сенату, і читає вголос на спільній сесії вступного Конгресу, яка була обрана одночасно з Президентом.
Якщо жоден кандидат не отримує більшість голосів виборців (принаймні 270), Президент визначається правилами, викладеними Дванадцятою поправкою. Зокрема, про обрання президента було б вирішено шляхом виборчих дій Палати представників. З метою обрання Президента кожен штат має лише один голос. Проводиться голосування сенату для обрання віцепрезидента. У цьому бюлетені кожен сенатор має один голос. Палата обрала переможця президентської гонки лише двічі, у 1800 та 1824 роках. Сенат обрав переможця віцепрезидентської гонки лише один раз, у 1836 році.
Якщо Президент не буде обраний до Дня інавгурації, то обраний Віцепрезидент виконує функції Президента. Якщо до цього часу не обирається жоден із них, Конгрес за законом визначає, хто виконуватиме обов'язки Президента відповідно до Двадцятої поправки.
Якщо немає вірних обранців, суперечок чи подій, то подальші вибори є значною мірою є формальністю, оскільки переможця можна визначити, грунтуючись на результатах народного голосування за штатом. У період між загальними виборами та Днем інавгурації цей очевидний переможець має статус обраного президента.